# Psidium inaequilaterum
Psidium inaequilaterum är en myrtenväxtart som beskrevs av Otto Karl Berg. Psidium inaequilaterum ingår i släktet Psidium och familjen myrtenväxter. Inga underarter finns listade i Catalogue of Life.